# Jean de Pérusse d'Escars
Pour les autres membres de la famille, voir Maison de Pérusse des Cars.
Jean de Pérusse d'Escars, mort le  4 juin 1454 à  Séez, est un évêque de Séez du XVe siècle. Il est fils d'Audouin de Pérusse, sire d'Escars, chambellan de Charles VII, et de Marguerite Hélie de Pompadour.

## Biographie
Jean de Pérusse est élu, vers la fin de 1438, évêque de Séez. En 1439 il est présent à la reconnaissance des reliques de Saint Eutrope à l'abbaye de la Trinité de Vendôme, voulu par son abbé Yves de Laffont, en présence de l'évêque d'Angers et de nombreux autres abbés et clercs. En 1450 les Anglais chassés de la France pillent, en se retirant, la  cathédrale de Séez, et en enlèvent jusqu'à la crosse épiscopale. Jean de Pérusse cherche les moyens  pour réparer la cathédrale  en instituant une confrérie en l'honneur de saint Gervais et de saint Protais sous l'invocation desquels la cathédrale a été dédiée.
L'évêque de Séez prête serment  pour le temporel de son Église, à Jean II, duc d'Alençon. Jean de Pérusse fait reconstruire le palais épiscopal attenant à la cathédrale et publie divers statuts ou ordonnances pour la réformation de la discipline ecclésiastique, dans le diocèse de Séez.